# Marais de Saint-Gond
Les marais de Saint-Gond sont une vaste tourbière alcaline située au sud-ouest du département de la Marne, en France. Les marais occupent une dépression formée par la vallée supérieure du Petit Morin. Ils constituent, à l’est du bassin parisien, un milieu naturel unique.

## Histoire

### Préhistoire
Le marais de Saint-Gond est un lieu important pour les habitants du Néolithique dont les sépultures collectives en hypogée sont très nombreuses dans la partie nord des marais. Depuis plus de 140 ans, de nombreuses fouilles ont mis au jour 169 hypogées dans le département de la Marne, dont cent vingt trois dans la région des Marais de Saint-Gond comme l'Hypogées de Villevenard, Grottes du Razet qui sont classées. Plus récemment les recherches archéologiques ont mis en évidence la présence de très nombreuses minières dans lesquelles on exploitait le silex de la craie. La présence de ces ressources lithiques pourrait expliquer la forte occupation archéologique de ce secteur dès le Paléolithique et le Néolithique. Le mobilier archéologique de ces sites est conservé au musée d'archéologie nationale de Saint-Germain-en-Laye, au musée Saint-Remi de Reims, au musée d’Épernay et au musée de Châlons-en-Champagne.

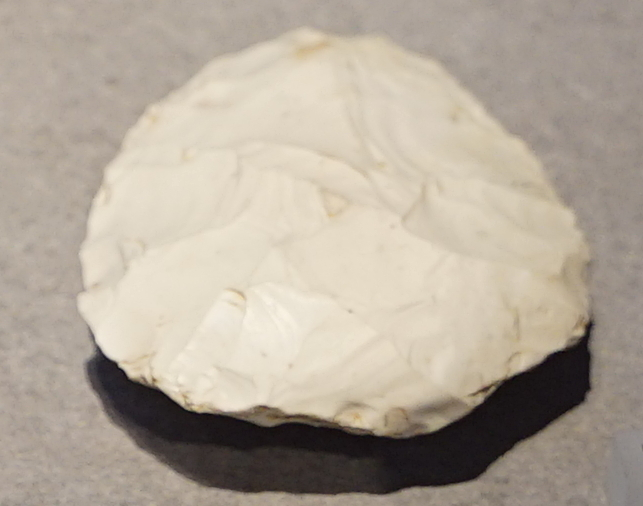
Silex taillé présenté au Musée du vin de Champagne et d'Archéologie régionale.

On a découvert dans le marais les traces d'un habitat néolithique permanent datant de 3 000 ans. À l'intérieur d'une enceinte palissadée, on a identifié un premier bâtiment, un puits et deux grandes dépressions naturelles utilisées comme dépotoirs, le tout daté entre 3600 et 2900 av. J.-C. Le site, d'une surface de 5 000 m2, pourrait s’étendre sur plusieurs hectares. Le bâtiment semble être une maison d’une quinzaine de mètres de long sur trois de large à peine, terminée par une abside à l'une de ses extrémités. Les fosses dépotoirs sont collectives — une surprise —, ce qui donne une première indication sur le fonctionnement du village. Elles regorgent d'objets de la vie quotidienne : des céramiques, des meules et des éléments de parure, probablement cousus sur les vêtements. On a notamment retrouvé un bouton en nacre d'Unio (une moule d'eau douce), jamais porté, des bois de cerf, des outils en os et en silex, ainsi que du matériel de mouture.

### Campagne de France de 1814
Un combat eut lieu près des marais en 1814, au cours de la campagne de France, lorsque les divisions françaises des généraux Pacthod et Amey furent décimées par les tirs de l'artillerie russe ( « www.la-defaite-oubliee.com »(Archive.org • Wikiwix • Archive.is • Google • Que faire ?) ).

### Extraction de la tourbe auXIXesiècle
Le sieur Renard fit construire, au lieu-dit la Louvetière (commune de Joches) une verrerie au début du XIXe siècle, elle utilisait exclusivement de la tourbe extraite localement. Le procédé avait été préparé avec l'école des Arts et métiers de Châlons-sur-Marne. Elle fabriquait principalement des bouteilles à Champagne de 1842 à 1844. L'habitude d'extraire de la tourbe se conserva par les habitants des communes avoisinantes et servit pour des usages domestiques  . En 1914 il n'y avait plus d’extraction. 

### Bataille de la Marne de 1914

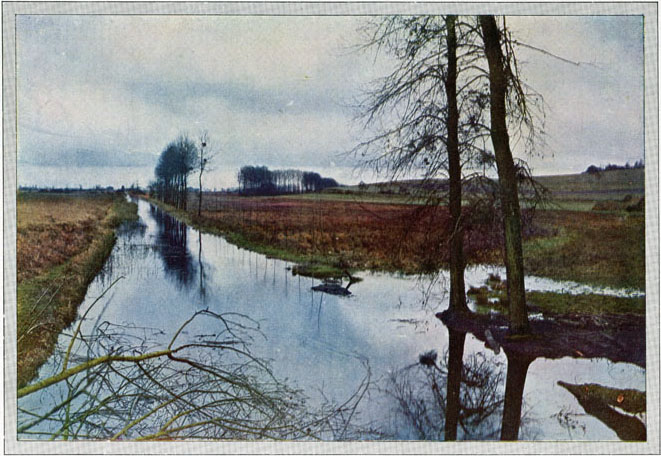
Image du marais en septembre 1914, par Jules Gervais-Courtellemont.

Des affrontements importants se déroulèrent dans ces marais lors de la Première Guerre mondiale, du 5 au 9 septembre 1914, dans le cadre de la première bataille de la Marne. L'élite des troupes allemandes, les régiments de fer de la Saxe et la garde prussienne, considérée jusqu'alors comme invincible, foncèrent massivement pendant cinq jours à travers les marais, sur les effectifs plutôt minces de la IXe armée française, dans le but de crever le centre du front et de couper ainsi l'armée française en deux tronçons, l'un à droite sur la Meuse et l'autre à gauche sur la Seine. Ils espéraient ainsi prendre Paris et Verdun à revers. 
Les combats extrêmement violents se terminèrent à l'avantage de l'armée française, et les troupes impériales durent battre en retraite au nord des marais. Mais une vingtaine de villages furent anéantis.

## Géographie
Les marais s'étendent sur 22 kilomètres environ d'est en ouest, la superficie en est de plus de 4 000 hectares. Les marais de Saint-Gond sont répartis sur les communes de Bannes, Broussy-le-Grand, Broussy-le-Petit, Coizard-Joches, Congy, Courjeonnet, Fèrebrianges, Oyes, Reuves, Talus-Saint-Prix, Val-des-Marais, Vert-Toulon et Villevenard.
La région est constituée d'un ensemble de marais, de mares et d'étangs, de prairies humides et de bois.
La formation géologique dominante est la craie campaniène à belemnites (Crétacé) sur une épaisseur moyenne de 80 mètres.

## Faune et flore
Le territoire des marais héberge de multiples espèces animales et végétales.

### Faune
Ils constituent un site réputé pour la protection des oiseaux en France. On y trouve notamment le faucon hobereau, la rousserolle effarvatte, la bécassine des marais, le milan noir, trois espèces de busard (busard des roseaux, busard cendré et busard Saint-Martin), le pic noir, le martin pêcheur, la pie-grièche écorcheur, et bien d'autres oiseaux encore. Ce sont pas moins de 127 espèces d'oiseaux qui nichent au sein de ce territoire, qui peuvent y être observés. 
On observe aussi une gamme intéressante de mammifères carnivores comme le renard roux, la martre ainsi que le chat sauvage.
C'est également l'un des derniers lieux de reproduction de la rainette verte (Hyla arborea) du Grand Est français.

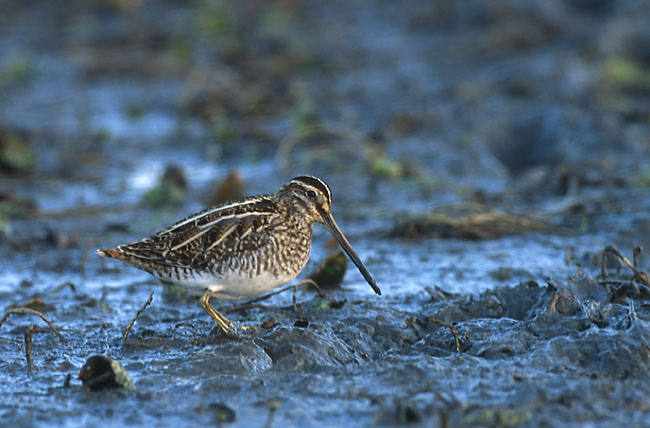
La bécassine des marais niche dans les marais de Saint-Gond
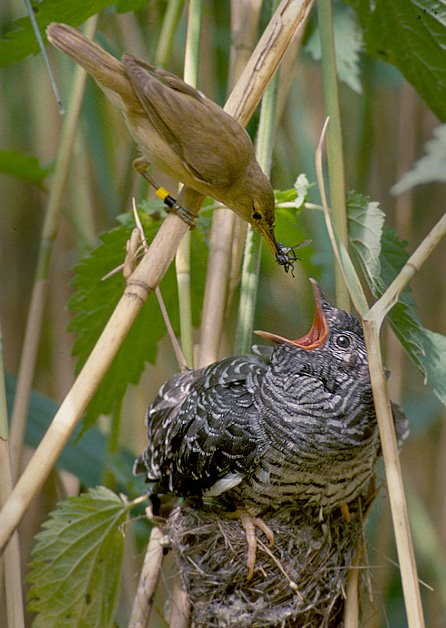
Une rousserolle effarvatte nourrissant un bébé coucou

### Flore
Les marais de Saint-Gond accueillent 19 espèces végétales protégées.

## Protection
Depuis les années 1960, les marais ont perdu 30 % de leur superficie, notamment du fait du drainage pour l'agriculture et de l'abandon du pâturage. Depuis le milieu des années 1990, 60 ha de marais entre Oyes et Reuves sont gérés par le Conservatoire du Patrimoine naturel de Champagne Ardenne. La zone est débroussaillée et des saules sont arrachés. Le pâturage extensif y est réintroduit.